# Cirang
Cirang (dżong. རྩི་རང་རྫོང་ཁག་, spotyka się także zapis Chirang) – jeden z dwudziestu dystryktów Bhutanu. Jest położony w południowo-centralnej części kraju, graniczy z dystryktem Sarpang na wschodzie i południu, z dystryktami Wangdü Pʽodrang i Trongsa na północy oraz z dystryktem Daganang na zachodzie.
Administracyjnie dystrykt ten dzieli się na 12 gewog:
| - gewog Barshong, - gewog Patshaling, - gewog Kilkhortgang, - gewog Mendrelgang, - gewog Rangthangling, - gewog Tsholingkhar, | - gewog Doongalagang, - gewog Gosarling, - gewog Sergithang, - gewog Pungtenchhu, - gewog Semjong, - gewog Tsirang Toe. |